# Cusanus
Cusanus est un cratère d'impact lunaire situé près du bord nord-est de la Lune. À cet endroit, le cratère apparaît très raccourci lorsqu'il est observé depuis la Terre, et sa visibilité est affectée par la libration. Le bord nord de Cusanus rejoint presque le bord sud-sud-est du plus grand cratère Petermann (en). À l'ouest se trouve Baillaud et au sud-est Hayn (en).
Le bord de ce cratère a été érodé et arrondi par des impacts mineurs. Les terraces[Traduire passage] sont encore visibles le long des parois intérieures, bien qu'elles soient moins nettement définies que celles des cratères plus récents. Deux minuscules cratères forment une entaille le long du bord est, et un léger renflement vers l'intérieur se dessine le long de la paroi intérieure ouest.
L'intérieur a été recouvert de lave, laissant un sol plat et relativement sans relief. Cependant, la lave n'était pas suffisamment profonde pour réduire significativement la largeur des murs intérieurs.
Le nom du cratère a été approuvé par l'Union astronomique internationale en 1935.

## Cratères satellites
Par convention, ces caractéristiques sont identifiées sur les cartes lunaires en plaçant la lettre sur le côté du point médian du cratère le plus proche de Cusanus.
| Cusanus | Latitude | Longitude | Diamètre |
| ------- | -------- | --------- | -------- |
| A       | 70,6° N  | 64,0° E   | 16 km    |
| B       | 70,1° N  | 64,5° E   | 21 km    |
| C       | 70,4° N  | 60,8° E   | 25 km    |
| E       | 72,0° N  | 72,3° E   | 10 km    |
| F       | 70,7° N  | 73,3° E   | 10 km    |
| G       | 69,9° N  | 76,9° E   | 10 km    |
| H       | 69,4° N  | 59,4° E   | 8 km     |